# Lanciatore di applicazioni
Un lanciatore di applicazioni (in inglese launcher) è un programma per computer, PC e smartphone che consente a un utente di individuare e avviare altri programmi. Esso fornisce scorciatoie per programmi e le memorizza in modo che siano più facili da trovare.

## Linux
Questi launcher per desktop funzionano solo con i sistemi operativi Linux.
|                        | Creatore              | Ultima versione stabile | Data di rilascio | Licenza software | Open source | Linguaggio di programmazione | Supporto plugin |
| ---------------------- | --------------------- | ----------------------- | ---------------- | ---------------- | ----------- | ---------------------------- | --------------- |
| 9menu                  | Arnold Robbins        | 1.8                     | 1 giugno 2004    | GNU GPL          | Si          | C, wxWidgets                 | No              |
| Avant Window Navigator | Neil J. Patel         | 0.4.2                   | 27 novembre 2013 | GNU GPL          | Si          | C                            | Si              |
| dwm                    | suckless.org          | 4.5                     | 19 dicembre 2011 | MIT              | Si          | C                            | No              |
| GNOME Do               | Sviluppatori GNOME Do | 0.95.1                  | 23 gennaio 2014  | GNU GPL          | Si          | C#                           | Si              |
| Rofi                   | Dave Davenport        | 1.5.4                   | 26 ottobre 2019  | GNU GPL/X11      | Si          | C                            | Si              |

### KDE
Launcher per Linux con KDE
|          | Creatore              | Ultima versione stabile | Data di rilascio | Licenza software | Open source | Linguaggio di programmazione | Supporto plugin |
| -------- | --------------------- | ----------------------- | ---------------- | ---------------- | ----------- | ---------------------------- | --------------- |
| Katapult | Sviluppatori Katapult | 0.3.2.1                 | 23 luglio 2008   | GNU GPL v3       | Si          | C++                          | Si              |

### Ubuntu
Launcher per Ubuntu
|       | Creatore       | Ultima versione stabile | Data di rilascio | Licenza software | Open source | Linguaggio di programmazione | Supporto plugin |
| ----- | -------------- | ----------------------- | ---------------- | ---------------- | ----------- | ---------------------------- | --------------- |
| Unity | Canonical Ltd. | 7.3.0                   | 19 giugno 2014   | MIT              | Si          | Vala                         | Si              |

## macOS
Questi launcher per desktop funzionano solo con i sistemi operativi macOS di Apple.
|             | Creatore               | Ultima versione stabile | Data di rilascio | Licenza software | Open source | Linguaggio di programmazione | Supporto plugin | Funziona con macOS Catalina |
| ----------- | ---------------------- | ----------------------- | ---------------- | ---------------- | ----------- | ---------------------------- | --------------- | --------------------------- |
| Alfred      | Running with Crayons   | 4.0.1                   | 30 maggio 2019   | Propria          | No          | Objective-C                  | Si              | Si                          |
| Butler      | Peter Maurer           | 4.3.2                   | 9 aprile 2019    | Propria          | No          | Objective-C                  | Si              | Si                          |
| DragThing   | James Thomson          | 5.9.11                  | 16 novembre 2016 | Propria          | No          | C++                          | Si              | No                          |
| LaunchBar   | Sviluppatori Objective | 6.10                    | 24 aprile 2019   | Propria          | No          | Objective-C                  | Si              | Si                          |
| Quicksilver | Blacktree Software     | 1.3.4                   | 12 marzo 2018    | Apache           | Si          | Objective-C                  | Si              | Si                          |

## Multipiattaforma
Questi launcher per desktop funzionano con molteplici sistemi operativi (due o più).
|         | Creatore    | Ultima versione stabile | Data di rilascio | OS                              | Licenza software | Open source | Linguaggio di programmazione | Supporto plugin |
| ------- | ----------- | ----------------------- | ---------------- | ------------------------------- | ---------------- | ----------- | ---------------------------- | --------------- |
| Launchy | Josh Karlin | 2.5.0                   | 4 aprile 2010    | Linux, macOS, Microsoft Windows | GNU GPL          | Si          | C++ (Qt)                     | Si              |

## Windows
Questi launcher per desktop funzionano solo con i sistemi operativi di Microsoft Windows.
|                  | Creatore           | Ultima versione stabile | Data di rilascio | Licenza software | Open source | Linguaggio di programmazione | Supporto plugin |
| ---------------- | ------------------ | ----------------------- | ---------------- | ---------------- | ----------- | ---------------------------- | --------------- |
| Appetizer        | Laurent Cozic      | 1.4.6.494               | 13 febbraio 2010 | GNU GPL          | Si          | C++, wxWidgets               | Si              |
| ASuite           | SalvadorSoftware   | 1.5.1.2                 | 24 maggio 2008   | GNU GPL          | Si          | Delphi                       | No              |
| Classic Shell    | Ivo Beltchev       | 4.3.1                   | 12 agosto 2017   | MIT              | Si          | C++                          | Si              |
| LiberKey         | Captel SARL        | ?                       | 30 novembre 2015 | Propria          | No          | ?                            | No              |
| PortableApps.com | Rare Ideas, LLC    | 15.0.2                  | 17 maggio 2018   | GNU GPL          | Si          | Delphi                       | No              |
| SliderDock       | Dimitri Roozendaal | 1.21                    | 11 ottobre 2010  | Creative Commons | No          | ?                            | No              |
| Wox              | Many               | 1.3.524                 | 25 febbraio 2018 | MIT              | Si          | C#                           | Si              |